# 3675 Kemstach
3675 Kemstach је астероид са средњом удаљеношћу од Сунца која износи 3,361 астрономских јединица (АЈ).
Апсолутна магнитуда астероида је 11,0.